# Quattordio
Quattordio (Quatòrdi in Piedmontese) là một đô thị ở tỉnh Alessandria trong vùng Piedmont của Italia, có vị trí cách khoảng 60 km về phía đông nam của Torino và khoảng 15 km về phía tây của Alessandria. Tại thời điểm ngày 31 tháng 12 năm 2004, đô thị này có dân số 1.722 người và diện tích là 17,8 km².
Quattordio giáp các đô thị: Castello di Annone, Cerro Tanaro, Felizzano, Masio, Refrancore, và Viarigi.